# Laurence Yep
Laurence Yep (chinois : 葉祥添 ; pinyin : Yè Xiángtiān), né le 14 juin 1948 à San Francisco, est un écrivain sino-américain de science-fiction et de littérature d'enfance et de jeunesse. En 2005, il reçoit la médaille Laura Ingalls Wilder Medal,.

## Publications sélectives
- Lady of Ch'iao Kuo (en): Warrior of the South, Southern China, 531 A.D. (2001)